# Encyclopédie
Encyclopédie, ou dictionnaire raisonné des sciences, des arts et des métiers, (Tiếng Việt: Bách khoa Toàn thư, hoặc từ điển lý giải chi tiết về Khoa học, Nghệ thuật và Thủ công) được biết đến nhiều hơn với tên Encyclopédie (Bách khoa Toàn thư), là một cuốn bách khoa toàn thư được xuất bản ở Pháp từ 1751 đến 1772, với các bổ sung, phiên bản sửa đổi, và bản dịch sau này. Nó do nhiều người viết, được gọi là Encyclopédistes (Bách khoa Toàn thư phái). Cuốn sách này được Denis Diderot và cho đến năm 1759, có Jean le Rond d'Alembert cùng biên tập.
Encyclopédie nổi tiếng nhất vì đại diện cho tư tưởng của Khai sáng. Theo Denis Diderot trong bài báo "Encyclopédie", mục đích của Encyclopédie là "thay đổi cách suy nghĩ của mọi người" và để mọi người có thể tự thông báo và biết mọi thứ. Ông và những người đóng góp khác ủng hộ việc thế tục hóa việc học tập từ Dòng Tên. Diderot muốn kết hợp tất cả kiến thức của thế giới vào Encyclopédie và hy vọng rằng cuốn sách này có thể phổ biến tất cả thông tin này đến công chúng và các thế hệ tương lai.
Nó cũng là bách khoa toàn thư đầu tiên bao gồm các đóng góp từ nhiều người đóng góp có tên tuổi, và nó là bách khoa toàn thư đầu tiên mô tả nghệ thuật cơ khí. Trong ấn phẩm đầu tiên, mười bảy tập folio được kèm theo các bản khắc chi tiết. Các tập sau này đã được xuất bản mà không có bản khắc, để nhiều người ở châu Âu có thể tiếp cận nó dễ hơn.